# Sasaima (kommun)
Sasaima är en kommun i Colombia.   Den ligger i departementet Cundinamarca, i den centrala delen av landet, 50 km nordväst om huvudstaden Bogotá. Antalet invånare är 10 205.